# David Serrano
Pour les articles homonymes, voir Serrano.
David Serrano, né en 1975 à Madrid , est un scénariste et réalisateur de cinéma espagnol.

## Filmographie
Réalisateur
- Días de fútbol (Jours de foot) - 2003
- Tenemos que hablar - 2016[1]

Scénariste
- El otro lado de la cama (Un lit pour quatre) - 2002
- Días de fútbol (Jours de foot) - 2003
- Queen Size Bed - 2005